# Могила Чингисхана

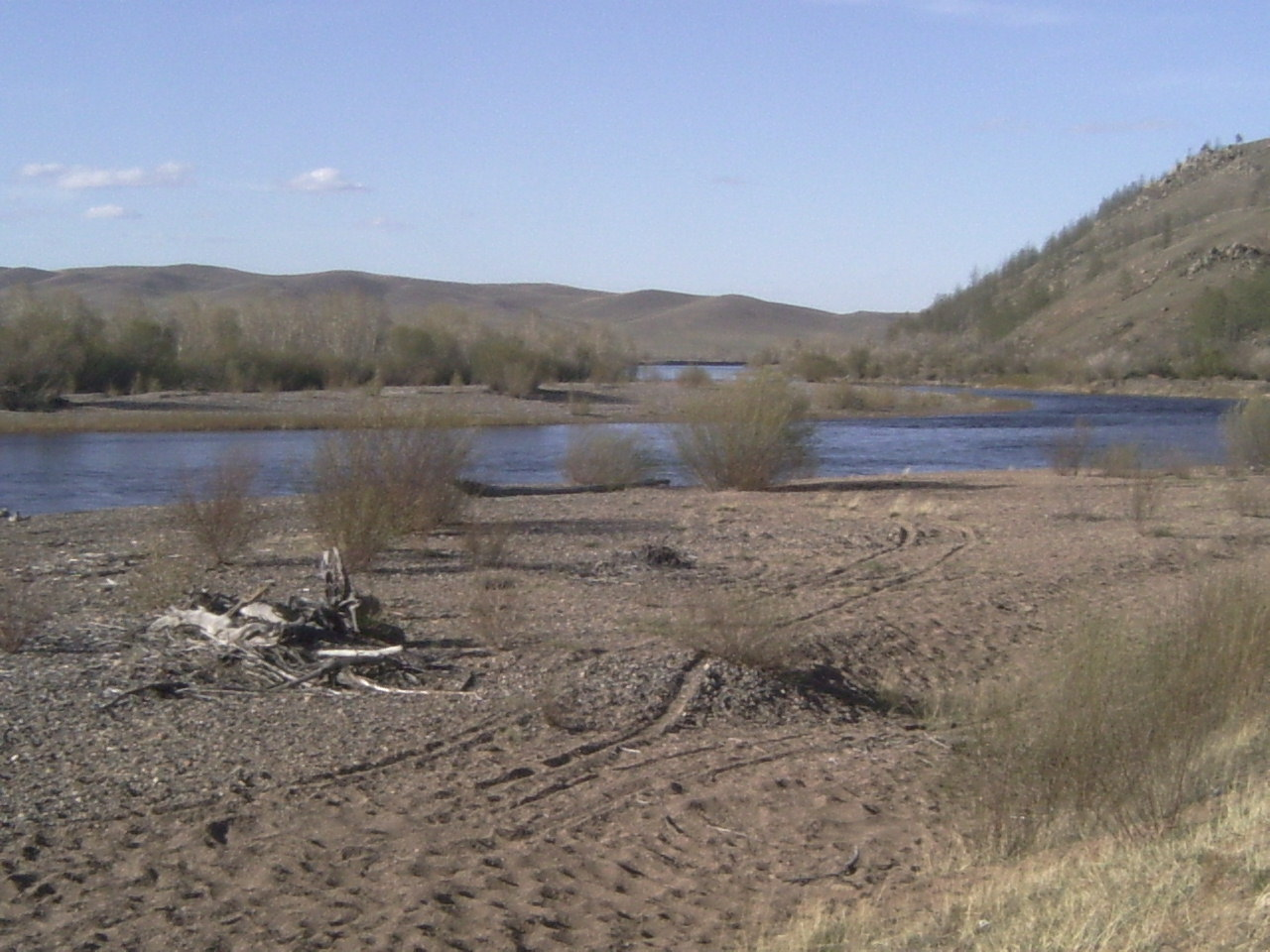
Берега Онона — места, где родился и вырос Чингисхан

Местоположение могилы Чингисхана (умер в 1227 году) является объектом многочисленных изысканий и домыслов вплоть до настоящего времени.

## Исторические данные
После смерти Чингисхана его тело было возвращено в Монголию, по-видимому, к месту его рождения на территории современного аймака Хэнтий; он был похоронен, как предполагается, где-то по близости реки Онон. Согласно как Марко Поло, так и Рашид ад-Дину, погребальный эскорт убивал всякого, встреченного по пути следования.
Рабов, совершавших погребение, предали мечу, а затем убили и казнивших их воинов.
Мавзолей Чингисхана в Эджэн-Хоро — это мемориал, не являющийся местом его захоронения. По одной из фольклорных версий, над его могилой проложили русло реки, чтобы это место невозможно было найти (таким же образом был захоронен шумерский царь Урука Гильгамеш). По другим сказаниям, над его могилой прогнали множество лошадей, там были посажены деревья; свой вклад в сокрытие места погребения внесла вечная мерзлота. Саган Сэцэн в летописи «Эрдэнийн тобчи» (1662) утверждает, что гроб Чингис-хана, возможно, был пуст, когда прибыл в Монголию, а согласно «Алтан Тобчи» (1604), в Ордосе были похоронены лишь его рубашка, палатка и сапоги.
Легенда гласит, что могила Чингисхана была вскрыта через 30 лет после его смерти. Согласно этой легенде, с ханом был похоронен верблюжонок, и по крику верблюдицы позднее находили место захоронения.
«Сокровенное сказание монголов» под годом смерти Чингисхана никакой информации о месте его погребения не даёт. По сведениям Марко Поло, уже к концу XIII века монголы не знали точного расположения гробницы. Он сообщает, что «всех великих государей, потомков Чингисхана… хоронят в большой горе Алтай; и где бы ни помер великий государь татар, хотя бы за сто дней пути от той горы, его привозят туда хоронить». По мнению Г. Юла, в данном случае «Алтай» означает не горную систему на юге Сибири; названия «Алтай» и «Алтун-хан» применяются Саган Сэцэном к горам, известным в настоящее время как Большой Хинган.
По поводу места погребения Чингисхана этот летописец сообщает: «Подлинный труп его, как говорят некоторые, был похоронен на Бурхан-Халдуне. Другие же говорят, что похоронили его на северном склоне Алтай-хана, или на южном склоне Кэнтэй-хана, или в местности, называемой Йэхэ-Утэк».
Рашид ад-Дин также называет местом погребения гору Бурхан-Халдун. Области вблизи Бурхан-Халдун (их хориг — «великий запрет») были запретны для чужаков, а незаконное проникновение было наказуемо смертной казнью. Это территории площадью около 240 км². Только в течение последних 20 лет этот район был открыт для западных археологов.

## Поиски
Ходили слухи о нахождении неких ключей к могиле, которые были вывезены в СССР из буддийского монастыря в 1937 году, и слухи о проклятье, приведшего к смерти двух французских археологов (сравнимо с проклятьем гробницы Тамерлана, Гур Эмир).
6 октября 2004 года, во «Дворце Чингисхана» также были якобы обнаружены некие ключи, позволившие бы найти место захоронения.
Археолог-любитель Мори Кравиц посвятил 40 лет поиску гробницы. В XV веке французский иезуит нашел место, где Чингисхан, в то время еще известный как Темучжин, одержал крупную победу. Согласно этому источнику, он выбрал слияние рек Керлена и Бручи, с Бурхан-Халдуном справа от него, а после победы Темучжин сказал, что это место навсегда останется его любимым местом. Кравиц убеждён, что Темучжин был захоронен в этих местах. Но картографам не была известна река Бручи. Кравиц, однако, обнаружил топоним «Баруун Брух» («Западный Брух») в этой области, и с 2006 года проводит там раскопки, примерно в 100 км к востоку от Бурхан-Халдуна (48° с. ш. 110° в. д., сомон Баянбулаг).